# راي آدامز
راي آدامز (بالنرويجية: Ray Adams)‏ (و. 1931 – 2003 م) هو مغني من النرويج، والسويد، ولد في أوسلو، توفي عن عمر يناهز 72 عاماً.

## روابط خارجية
- راي آدامز على موقع IMDb (الإنجليزية)
- راي آدامز على موقع ميوزك برينز (الإنجليزية)
- راي آدامز على موقع أول ميوزيك (الإنجليزية)
- راي آدامز على موقع ديسكوغز (الإنجليزية)
- راي آدامز على موقع ديسكوغز (الإنجليزية)
- راي آدامز على موقع قاعدة بيانات الفيلم (الإنجليزية)